# ヘクター・デルーカ
ヘクター・F・デルーカ（英: Hector DeLuca）は、1930年、コロラド州プエブロ生まれで、ウィスコンシン大学マディソン校の名誉教授であり、同大学の生化学部門の元学部長である。デルーカは、いくつかの医薬品の原料となるビタミンDの研究でよく知られている。1979年に米国科学アカデミーに選出された。
デルーカは160人近い大学院生を育て、彼の名義で150件以上の特許を取得している。ウィスコンシン同窓会研究財団（Wisconsin Alumni Research Foundation）を通じて、彼の技術のライセンスは大学に数千万ドルの収益をもたらした。
さらに、デルーカは自身が開発した技術をもとに設立されたバイオテクノロジー企業、デルタノイド・ファーマシューティカルズ（Deltanoid Pharmaceuticals）の社長でもある。
1985年にフランクリン研究所のボルトン・S・コルソンメダルを授与された。2014年にデルーカ生化学棟を含むウィスコンシン大学のキャンパス内の3つの建物が、彼に敬意を表して命名された。